# Jason Marsden
Jason Christopher Marsden (Providence, Rhode Island, 1975. január 3. –) amerikai humorista, színész és producer.

## Fiatalkora
Marsden a rhodes island-i Providence-ben született. Anyja Linda Marsden korábbi divatmodell, apja Myles Marsden, aki korábban a Jugoszláv Nemzeti Ballettban volt táncos.

## Karrierje
Marsden első szerepét 12 évesen kapta 1987-ben, a Robot Jax című sci-fi filmben.

## Magánélete
Marsden 2004 októberében vette el feleségét, Christy Hicks, akitől 2010 februárjában 2 gyereke született. A család jelenleg a tennessee-i Nashville-ben lakik, szomszédjuk Marsden nagy barátja a bírkózókat támogató Jerry Jarrett.

## Filmográfia

### Film
| Év   | Cím                          | Szerep         | Megjegyzés                                                           | Forrás |
| ---- | ---------------------------- | -------------- | -------------------------------------------------------------------- | ------ |
| 1995 | Goofy                        | Max Goof       |                                                                      | [ 6 ]  |
| 1999 | Tarzan                       | Mungo          |                                                                      |        |
| 2001 | Chihiro Szellemországban     | Haku           | angol szinkron                                                       | [ 6 ]  |
| 2006 | Mackótestvér 2.              | Kenai          | Az eredeti előzetesben; a végső filmben Patrick Dempsey-re cserélték |        |
| 2013 | Szörny Egyetem               | További hangok |                                                                      |        |
| 2016 | A kis kedvencek titkos élete | További hangok |                                                                      |        |

| Év      | Cím                                      | Szerep                              | Megjegyzés             | Forrás |
| ------- | ---------------------------------------- | ----------------------------------- | ---------------------- | ------ |
| 1990    | Cartoon All-Stars to the Rescue          | Michael                             | Televíziós különkiadás |        |
| 1998    | Az oroszlánkirály 2. – Simba büszkesége  | Felnőtt Kovu                        |                        | [ 6 ]  |
| 2000    | An Extremely Goofy Movie                 | Max Goof                            |                        | [ 6 ]  |
| 2002    | The Boy Who Cried Alien                  | Principal                           |                        |        |
| 2004    | Tales of a Fly on the Wall               | Kip                                 |                        |        |
| 2004–06 | A Jimmy-Timmy ErőÓra                     | Chester McBadbat                    |                        | [ 6 ]  |
| 2004    | Felix the Cat Saves Christmas            | Professzor                          |                        | [ 6 ]  |
| 2004    | Mickey egér – Volt kétszer egy karácsony | Max Goof                            |                        |        |
| 2008    | Dragonlance krónikák                     | Tasslehoff Burrfoot                 |                        | [ 6 ]  |
| 2008    | Batman: Gotham lovagja                   | Rendőr, Orvos, Fiatal, Thomas Wayne |                        | [ 6 ]  |
| 2007    | Garfield és a valós világ                | Nermal                              |                        | [ 6 ]  |
| 2008    | Garfield mókatára                        | Nermal, Ramon                       |                        | [ 6 ]  |
| 2009    | Garfield és a Zűr Kommandó               | Nermal, Abnermal                    |                        | [ 6 ]  |
| 2014    | We Wish You a Merry Walrus               | Sydmull                             | Televíziós különkiadás | [ 6 ]  |

| Év        | Cím                                  | Szerep                           | Megjegyzés                                | Forrás      |
| --------- | ------------------------------------ | -------------------------------- | ----------------------------------------- | ----------- |
| 1985–1988 | General Hospital                     | Alan "A.J." Quartermaine, Jr. #3 |                                           |             |
| 1988–1991 | The Munsters Today                   | Edward Wolfgang "Eddie" Munster  |                                           |             |
| 1990      | Robot Jox                            | Tommy                            |                                           |             |
| 1990      | Botcsinálta angyal                   | Boy #2                           |                                           |             |
| 1991      | Star Trek: Az új generáció           | Raymond Marr                     | Hang, nem szerepel a stáblistán           |             |
| 1992      | Eerie, Indiana                       | Dash X                           |                                           |             |
| 1992      | Mr. Saturday Night                   | 15 éves Buddy                    |                                           |             |
| 1993      | Almost Home                          | Gregory Morgan                   |                                           |             |
| 1993      | Hókusz pókusz                        | Thackery Binx                    | Hang                                      | [ 6 ] [ 7 ] |
| 1993      | Vadnyugati fejvadász                 | Jason Barkley                    |                                           |             |
| 1994      | Tom                                  | Mike Graham                      |                                           |             |
| 1994–1995 | Bír-lak                              | Nelson Burkhard                  | 4 epizód                                  |             |
| 1994–1995 | A kis gézengúz                       | Jason                            | 9 epizód                                  |             |
| 1995–1998 | Egyről a kettőre                     | Rich Halke / Doug                |                                           |             |
| 1995      | Family Reunion: A Relative Nightmare | Billy Dooley                     |                                           |             |
| 1996      | Tomboló szél                         | Shay Jennings                    |                                           |             |
| 1998      | Star Trek: Deep Space Nine           | Grimp                            | 1 epizód                                  |             |
| 1997      | Óvszerháború                         | Josh                             |                                           |             |
| 2001      | Szörnyek szülője                     | Bug                              |                                           |             |
| 2002      | Will és Grace                        | Kim                              |                                           |             |
| 2003      | Én vagyok Batman!                    | Fiatal Burt Ward, Robin          |                                           |             |
| 2003      | Divatalnokok                         | Tony Zitelli                     | A "The Talented Mr. Finch" című epizódban |             |
| 2005      | Nice Guys                            | Wendell                          |                                           |             |
| 2005      | Dick és Jane trükkjei                | Clerk                            |                                           |             |
| 2009      | Locker 13                            | Edgar                            | Rendezte is                               |             |
| 2011      | Pizza Man                            | Baldini professzor               |                                           |             |
| 2012      | Kék, mint a jazz                     | Kenny                            |                                           |             |
| 2013      | I Know That Voice                    | Önmaga                           | Dokumentumfilm                            | [ 8 ] [ 9 ] |

### Animáció
| Év      | Cím                                             | Szerep | Megjegyzés                                                           | Forrás       |
| ------- | ----------------------------------------------- | --- | -------------------------------------------------------------------- | ------------ |
| 1988–90 | A gumimacik                                     | Kevin | 7 epizód                                                             |              |
| 1990    | Pán Péter és a kalózok                          | Pán Péter |                                                                      |              |
| 1993    | Sonic the Hedgehog                              | Dirk | A "Warp Sonic" című részben                                          |              |
| 1993    | Mighty Max                                      | Fiatal Norman | A "Norman's Conquest" című részben                                   |              |
| 1993    | Marsupilami                                     | Shnookums |                                                                      |              |
| 1994    | Batman: A rajzfilmsorozat                       | Spunky Spencer | A "Baby-Doll" című részben                                           |              |
| 1995    | The Shnookums and Meat Funny Cartoon Show       | Shnookums |                                                                      |              |
| 1995    | A Maszk                                         | Skillit | 2 epizód                                                             |              |
| 1996    | Superman: A rajzfilmsorozat                     | Tinédzser Clark Kent, Owen |                                                                      | [ 6 ]        |
| 1996–97 | A dzsungel könyve                               | Shere Khan, Prince Johar, Louie | Csak az 1. évad                                                      |              |
| 1996    | Project G.e.e.K.e.R.                            | Cappery Employee, Kid Dinosaur | Episode: "Geekasaurus"                                               |              |
| 1997    | A szellemírtók újabb kalandjai                  | Garrett Miller |                                                                      |              |
| 1998–99 | Histeria!                                       | William Ramsey, Bucky | 2 epizód                                                             | [ 6 ]        |
| 1999    | Xyber 9: New Dawn                               | Jack |                                                                      |              |
| 1999    | Szünet                                          | James Stone | A "The Spy Who Came in from the Playground" című részben             |              |
| 1999    | Batman on the Future                            | Donny | A "Hooked Up" című részben                                           | [ 6 ]        |
| 2000    | Csillagközi invázió - Az űr zsoldosai           | Max Brutto Közlegény | A "Spirits of the Departed" című részben                             |              |
| 2000    | Buzz Lightyear of Star Command                  | Flash Flemming | Az "Inside Job" című részben                                         | [ 6 ]        |
| 2000–04 | Szeleburdi víkendezők                           | Tino Tonitini, Colby, Nail, Stefan, Bobby Roy, Rhett, titkosügynök                                                                        |                                                                      | [ 6 ]        |
| 2000–04 | Static Shock                                    | Richie Foley/Gear |                                                                      | [ 6 ]        |
| 2001–03 | Mickey egér klubja                              | Max Goof | 8 epizód                                                             |              |
| 2001–02 | Invader Zim                                     | Torque Smackey, visszatérő hang | 3 epizód                                                             | [ 6 ]        |
| 2001–03 | The Legend of Tarzan                            | Mungo |                                                                      |              |
| 2001–04 | Az Igazság Ligája                               | Snapper Carr |                                                                      | [ 6 ]        |
| 2002    | Even Stevens                                    | Norman Squirelli | A "Your Toast" című részben                                          |              |
| 2002–05 | ¡Mucha Lucha!                                   | Rikochet, Mr. Midcarda, további szereplők                                                                                                 |                                                                      | [ 6 ]        |
| 2002    | Teamo Supremo                                   | Ollie Jimson |                                                                      |              |
| 2002    | Fecsegő tipegők IX.                             | Smedley | A "The Perfect Twins" című részben                                   |              |
| 2003–04 | Az életem tinirobotként                         | Todd Sweeney, Lon, Lieutenant, további szereplők                                                                                          | 3 epizód                                                             | [ 6 ]        |
| 2003    | Lilo és Stitch                                  | Waiter, Baby Jumba Jookiba | 2 epizód                                                             |              |
| 2003–17 | Tündéri keresztszülők                           | Chester McBadbat #2, Imaginary Gary |                                                                      | [ 6 ]        |
| 2003    | Született kémek                                 | Ian | Az "I Want My Mummy" című részben                                    |              |
| 2004–07 | Kim Possible                                    | Felix Renton |                                                                      |              |
| 2004    | Yu-Gi-Oh! Duel Monsters                         | Joey fekete kabátos ellenfele | A "The Darkness Returns: Part 4" című részben                        |              |
| 2004    | The Batman                                      | Firefly, további szereplők |                                                                      | [ 6 ]        |
| 2004    | Dave the Barbarian                              | Galder the Hot | A "Beef!/Rite of Pillage" című részben                               | [ 6 ]        |
| 2004–06 | Shaolin leszámolás                              | Chase Young | 17 epizód                                                            | [ 6 ]        |
| 2004–06 | A.T.O.M.                                        | Master Guan |                                                                      |              |
| 2004–06 | W.I.T.C.H.                                      | Matt Olsen, Shagon |                                                                      |              |
| 2005–07 | Flúgos csapat                                   | Danger Duck |                                                                      | [ 6 ]        |
| 2005    | Jelszó: Kölök nem dedós                         | Windsor, Jerry Rassic, további szereplők                                                                                                  |                                                                      |              |
| 2006    | Tini titánok                                    | Red Star, Billy Numerous |                                                                      | [ 6 ]        |
| 2007    | Afro szamuráj                                   | Sasuke |                                                                      |              |
| 2007    | El Tigre: The Adventures of Manny Rivera        | Camila Flores, Red Vaquero, Kali J.Wolf, La Gris Loba, Carlos Suarez                                                                      |                                                                      |              |
| 2008    | Cserecsapat                                     | Dustin Dreamlake |                                                                      |              |
| 2008    | A Garfield-show                                 | Nermal, Vito, Liz apja, Pete, a sintér, Hercules, a kutya, Őrült tudós                                                                    |                                                                      | [ 6 ]        |
| 2009    | Batman: A bátor és a vakmerő                    | Speedy, Paco, Robin (Scooby-Doo) |                                                                      | [ 6 ]        |
| 2010    | Generátor Rex                                   | Sqwydd |                                                                      | [ 6 ]        |
| 2010    | G.I. Joe: Renegátok                             | Duke |                                                                      | [ 6 ]        |
| 2010    | The Super Hero Squad Show                       | Nova |                                                                      |              |
| 2010    | MAD                                             | Ty Pennington, Freddie Benson, Edward Cullen, Zeke, Jacob Black, Hiccup Horrendous Haddock III, Joe Lamb, Phil Coulson, Kid Flash, Lolcat |                                                                      | [ 6 ]        |
| 2011    | Ben 10: Ultimate Alien                          | Fiatal Max, Antonio | 2 epizód                                                             | [ 6 ]        |
| 2011–16 | Transformers Mentő Botok                        | Kade Burns, további szereplők |                                                                      | [ 6 ]        |
| 2012    | Kick Buttowski: A külvárosi fenegyerek          | További szereplők |                                                                      |              |
| 2012–13 | Az igazság ifjú ligája                          | Bart Allen/Impulse/Kid Flash II, Ray Palmer/Atom                                                                                          |                                                                      | [ 6 ]        |
| 2012    | Kaijudo: Rise of the Duel Masters               | Joseph "Fingers" |                                                                      | [ 6 ]        |
| 2012    | Villámmacskák                                   | Leo | A "Birth of the Blades" című részben                                 |              |
| 2012    | Scooby-Doo: Rejtélyek nyomában                  | Horbert Feist | A "Web of the Dreamweaver!" című részben                             |              |
| 2013    | Dr. Plüssi                                      | Teddy B. |                                                                      |              |
| 2013    | The High Fructose Adventures of Annoying Orange | Fruitcake |                                                                      |              |
| 2013    | Pókember elképesztő kalandjai                   | Oliver Osnick/Steel Spider, Furcsa kölyök                                                                                                 | 2 epizód                                                             | [ 6 ]        |
| 2013    | Doctor Lollipop                                 | Nurse Crackers |                                                                      |              |
| 2013–14 | Korra legendája                                 | Aye-Aye, Huan |                                                                      | [ 6 ]        |
| 2014    | Clarence                                        | Sumo, Belson | Csak a bevezető részben                                              | [ 6 ]        |
| 2014    | Beware the Batman                               | Fiatal Bruce Wayne | A "Fall" című részben                                                | [ 6 ]        |
| 2015    | Hulk és a ZÚZDA ügynökei                        | Thad | A "Days of Future Smash, Part 5: The Tomorrow Smashers" című részben | [ 6 ] [ 10 ] |
| 2016    | Az Oroszlán őrség                               | Kovu | A "Lions of the Outlands" című részben                               | [ 6 ]        |
| 2017    | Kacsamesék                                      | További szereplők |                                                                      |              |

### Videójáték
| Év   | Cím                                      | Szerep                                                               | Megjegyzés | Forrás |
| ---- | ---------------------------------------- | -------------------------------------------------------------------- | ---------- | ------ |
| 1998 | Fallout 2                                | Myron                                                                |            | [ 6 ]  |
| 1998 | Baldur's Gate                            | Ajantis Ilvastarr, Tranzig, Varci, Lothander                         |            |        |
| 2000 | Alundra 2: A New Legend Begins           | Pirate B, Kings Messenger A                                          |            |        |
| 2001 | Fallout Tactics: Brotherhood of Steel    | Horus                                                                |            |        |
| 2001 | Baldur's Gate II: Throne of Bhaal        | Cernd, Valas                                                         |            |        |
| 2001 | Disney's Extremely Goofy Skateboarding   | Max Goof                                                             |            | [ 6 ]  |
| 2002 | Disney Golf                              | Max Goof                                                             |            | [ 6 ]  |
| 2002 | Disney Sports Skateboarding              | Max Goof                                                             |            | [ 6 ]  |
| 2002 | Disney Sports Football                   | Max Goof                                                             |            | [ 6 ]  |
| 2002 | Disney Sports Basketball                 | Max Goof                                                             |            | [ 6 ]  |
| 2003 | Star Wars Jedi Knight: Jedi Academy      | Rosh Penin                                                           |            | [ 6 ]  |
| 2003 | Star Wars: Knights of the Old Republic   | Dustil Onasi, Brejik, Igear                                          |            |        |
| 2003 | Gladius                                  | Ludo                                                                 |            |        |
| 2003 | The Fairly OddParents: Breakin' da Rules | Chester McBadbat, Male Shopper                                       |            | [ 6 ]  |
| 2003 | Tak and the Power of Juju                | Tak                                                                  |            |        |
| 2004 | Tak 2: The Staff of Dreams               | Tak                                                                  |            | [ 6 ]  |
| 2005 | Tak: The Great Juju Challenge            | Tak                                                                  |            | [ 6 ]  |
| 2006 | Syphon Filter: Dark Mirror               | Private Janzen                                                       |            |        |
| 2006 | Shaolin leszámolás                       | Chase Young                                                          |            | [ 6 ]  |
| 2007 | Power Rangers: Super Legends             | Flareon (Lost Galaxy)                                                |            |        |
| 2010 | StarCraft II: Wings of Liberty           | Kachinsky                                                            |            | [ 6 ]  |
| 2010 | Resonance of Fate                        | Pater                                                                |            | [ 6 ]  |
| 2010 | Fallout: New Vegas                       | Craig Boone                                                          |            | [ 6 ]  |
| 2011 | Killzone 3                               | ISA Soldiers                                                         |            | [ 6 ]  |
| 2011 | X-Men: Destiny                           | Jégember                                                             |            | [ 6 ]  |
| 2011 | The Elder Scrolls V: Skyrim              | Aerin, Sven, Gwilin, Eltrys, Onmund, Erik, Mikael, additional voices |            |        |
| 2011 | Star Wars: The Old Republic              | Additional voices                                                    |            |        |
| 2011 | Jurassic Park: The Game                  | Billy Yoder                                                          |            | [ 6 ]  |
| 2012 | Final Fantasy XIII-2                     | Noel Kreiss                                                          |            | [ 6 ]  |
| 2013 | DuckTales: Remastered                    | Worker                                                               |            |        |
| 2014 | Lightning Returns: Final Fantasy XIII    | Noel Kreiss                                                          |            | [ 6 ]  |

## Fordítás
- Ez a szócikk részben vagy egészben  a   Jason Marsden című angol Wikipédia-szócikk fordításán alapul.  Az eredeti cikk szerkesztőit annak laptörténete sorolja fel. Ez a jelzés csupán a megfogalmazás eredetét és a szerzői jogokat jelzi, nem szolgál a cikkben szereplő információk forrásmegjelöléseként.